# Cercosaura parkeri
Cercosaura parkeri är en ödleart som beskrevs av  Ruibal 1952. Cercosaura parkeri ingår i släktet Cercosaura och familjen Gymnophthalmidae. Inga underarter finns listade i Catalogue of Life.